# Blue Moon
Blue Moon — безпілотний космічний апарат у вигляді посадкового модуля (лендера), що у 2024 році планується відправити на Місяць. Розробляється американською компанією Blue Origin. Буде спроєктований за технологією вертикального «приземлення», яка також застосовується на іншому проєкті компанії — суборбітальній ракеті New Shepard. Зможе доставляти на супутник Землі вантаж значної маси. У комплексі із запланованими НАСА місіями (Exploration Mission-2, Lunar Orbital Platform-Gateway) допоможе повернути людину на Місяць та створити там місячну базу.

## Опис
Розробка апарата почалася у 2016 році, а 12 травня 2019 року Джеффрі Безос представив макет лендера та навів деякі його характеристики. Blue Moon, від'єднавшись від верхнього ступеня ракети, та, використовуючи двигун BE-3U для транс-місячного переходу і початкового гальмування, здійснить посадку за допомогою воднево-кисневого двигуна BE-7, що матиме тягу у 49 кН. Пізніші версії космічного апарата зможуть перевозити пасажирів.